# گمینا سولنچین
گمینا سولنچین (به لهستانی:  Gmina Sulęcin) یک گمینا در لهستان است که در شهرستان سولنچین واقع شده‌است. گمینا سولنچین ۳۱۹٫۷۲ کیلومتر مربع مساحت و ۱۶٬۱۷۳ نفر جمعیت دارد.

## خواهرخوانده
شهر بیزکو خواهرخواندهٔ گمینا سولنچین هست.